# Смит, Марк Эдвард
Марк Эдвард Смит (англ. Mark Edward Smith; 5 марта 1957, Солфорд, Манчестер — 24 января 2018) — британский поэт и вокалист, автор песен и лидер постпанк-группы The Fall, которого ресурс Allmusic называет «иконой» британского андеграунда. Смит, чьи своеобразные тексты, характеризуемые тем же Allmusic как «абстрактная поэзия, наполненная сложной игрой слов, сухим остроумием, едкими социальными выпадами и общим мизантропическим духом», необычная манера исполнения и радикальные взгляды сформировали стиль и кредо группы, прославился и жёсткой «кадровой политикой»: состав её менялся 58 раз.

## Биография
Марк Смит родился в Броутоне, Солфорд (ныне — пригород Манчестера), в рабочей семье, которая вскоре переехала в Прествич (оба города в то время были частью графства Ланкашир). Он был старшим из четверых детей. Будущий лидер The Fall относил себя к «невежественному поколению»: проигрывателя в доме он не видел до тех пор, пока не достиг четырнадцатилетнего возраста. Впрочем, на радио поп-программ как таковых и не существовало: Radio One появилось в 1968 году. «В детстве терпеть не мог поп-музыку. The Beatles, The Rolling Stones… — это было, скорее, девчачье», — вспоминал Смит. 
Хорошо помню шестидесятые, но только потому, что отец брал меня работать с собой на летние каникулы. Одноклассники гуляли два месяца, а я подбирал мусор за папой, и это было здорово, потому что в этом его большом магазине водопроводной утвари было множество ассистентов: они слушали The Kinks и The Move, всегда включая радио на полную громкость… Когда я купил свой первый проигрыватель, единственное, что мне запомнилось из происходившего, — это T. Rex. До этого в школе все слушали Beatles, Rolling Stones или Monkees.Марк Э. Смит, 1986
Смит ушёл из дому в 16 лет, не выдержав совместной жизни с членами семьи. Впрочем, уже в 1980 годах он после десятилетнего отсутствия поселился на соседней улице и отношения с отцом, прежде напряжённые, восстановил. «По окончании школы моей главной амбицией было стать безработным. Я всегда считал, что сама идея цивилизации состоит в том, чтобы всех поставить в очередь безработных. Все кричат: Дайте нам работу! А я вот думаю: Почему, интересно, они так хотят себе работу? Да потому только, что не умеют жить безработными», — говорил Смит в 1986 году. Первым и единственным местом его работы до начала музыкальной карьеры была должность клерка в манчестерских доках. «Это была хорошая работа, я встречался со многими иностранными водителями грузовиков, немцами, турками, — очень всё было интересно», — рассказывал он. В марте 1978 года вышел дебютный альбом группы John the Postman, John the Postman’s Puerile, где Смит исполнил «Louie Louie»; это был его дебют на виниле. К этому времени он был уже участником собственного коллектива. Тексты первого альбома The Fall Смит печатал на пишущей машинке, во время обеденных перерывов.

### The Fall
В возрасте 19 лет, бросив колледж, Смит с друзьями образовал The Fall, группу постоянно менявшегося состава, но почти неизменного общего направления. Сначала вокалистом был Мартин Брама: за спиной у него Смит играл на гитаре, «как-то по-особенному перебирая струны». Лишь после выпуска дебютного EP он, наконец, «упаковал инструмент», но с тех пор сохранил верность «кавалеристской тактике в отношении к любым инструментам: одно время даже пытался играть на скрипке — это слышно в 'Hotel Bloedel' и 'Living Too Late'». «Важно не научиться, а уметь разучиться. Авангардные композиторы скажут вам это. Разучиться играть: вот что главное», — так позже Смит формулировал своё кредо инструменталиста.
Едва только Смит вышел к микрофону, как его резкий, гортанный речитатив и «сюрреалистические, по-своему остроумные, всегда неожиданные тексты» (на самые разные темы — от социальных до научно-фантастических) стали отличительной чертой стиля группы. «Оголенное, гипнотическое и временами жутковато замедленное звучание The Fall было гибридом скелетного рока и северного фолка», — писал Index; «…неподражаемый голос — как если бы в стиральную машину засунули пару вибраторов и повизгивающую игрушку», — отмечал NME. Впоследствии специалисты не раз писали об уникальной способности The Fall постоянно меняться, не теряя при этом оригинальности. «За двадцать лет <The Fall> сумели одновременно: и остаться верными себе и продвинуться далеко вперед… И куда бы они ни входили: в трэш-рок или техно, они создавали там собственную — Fall-территорию», — отмечал тот же источник.
Пресса быстро выявила в Смите самую «суть» The Fall и стала обращать на фронтмена группы пристальное внимание. Оливер Ловенстайн, автор статьи в Melody Maker, взявший у певца одно из первых интервью, заметил в его комнате среди разбросанных в беспорядке книг Д. Г. Лоуренса и тут же отметил внешнее сходство двух авторов. «Жестикуляция и выражение лица выдают в нём отвращение к фальшивости любого сценического представления; презрение к человеческой вере в шаманство, которое происходит на рок-сцене», — писал Ловенстайн о сценическом поведении Смита. Иэн Пенман (New Musical Express) в августе 1978 года описывал Марка как очень расслабленного (в отличие, скажем, от Мартина Брамы), цивильного молодого человека. «Мы действительно серьезны, но люди серьезность принимают за отсутствие чувства юмора», — так Смит в беседе с ним объяснял своё отношение к некоторым претензиям к группе со стороны музыкальной прессы. Пенман, между тем, негативно отозвался о The Fall, часть критических стрел направив и против лидера группы:

На сцене Марк часто стоит неподвижно. Если движется — то вертится. Он гримасничает, <показывая, что> не любит мир каков он есть. Но глаза у него не горят, как у Джо Страммера или Дэвида Томаса. Подобно Элвису Костелло он выкрикивает что-то о своем состоянии ума, и ничего более… Это негатив. Это неинтересно.— Иэн Пенман, New Musical Express
Притом, что важную роль в группе играли её гитарист и бас-гитарист (Крэйг Скэнлон и Стив Хэнли, соответственно), а также барабанщики (нередко выступавшие в тандеме), сформировал её стиль именно Смит. «Песня Fall всегда сделана по формуле, и это не упрёк, потому что формула — выверенная: простой и вдохновенный гитарный рифф, бесконечно повторяющийся над грубым циклическим ритмом, поверх всего этого в том или ином наборе разбросаны странные шумы, и где-то между всем этим — Смит, начисто лишённый музыкального слуха, что-то выкрикивает: что именно — не поймёте, даже если увидите перед собою текст, но каким-то образом обязательно догадаетесь, что он абсолютно прав», — так определял основные черты песенной структуры группы журнал Lollypop. Дон Уотсон описывал стилистику The Fall как, в основе своей, «сатирический коллаж, постмодернистский пародийный гротеск; пример 'пролетарского плагиата'»; саму суть этой музыки рецензент усматривал в «маниакальном стремлении к пародийности».
«Самое тревожное в музыке группы это голос; высокомерная монотонность лишь изредка разнообразит вскрикивание. Марк Смит — это и есть The Fall, центр группы. Сгорбленный, неловкий, он олицетворяет представление о неприкаянном поэте…», — писал Melody Maker после одного из ливерпульских концертов. Как жест высокомерия нередко воспринималась и манера Смита стоять на сцене спиной к зрителям. Впрочем, — «Я поворачивался спиной к аудитории, потому что мне нужно иногда сконцентрироваться на тексте; я часто читал с листа, потому что не могу иногда всё запомнить — только и всего», — так объяснял это он сам в 1987 году.
Хардкор-панки с самого начала невзлюбили The Fall; ранние концерты группы проходили в угрожающей атмосфере, на её фронтмена совершались нападениям прямо на сцене. Марк Э. Смит, в свою очередь, негативно отзывался о панк-роке (к которому его группу иногда ошибочно причисляли), говорил, что с панками у него нет ничего общего и что ближе ему по духу Black Sabbath. Он признавал, что вышел на сцену, вдохновлённый примером The Sex Pistols, но только в том смысле, что понял: если там теперь есть место такому персонажу, как Джонни Роттен, значит, ему найдется подавно. Если сочувствовавшие панк-року осуждали Малкольма Макларена за склонность к «манипулированию», то Смит именно его считал центральной фигурой в Sex Pistols, отмечая прежде всего «правильное отношение к прессе» менеджера самой знаменитой панк-группы. О стилистике The Fall основной автор говорил: «Меня тянет в две разные стороны. С одной стороны, претит то, как Том Робинсон поёт анти-сексистские песни под затертые риффы Чака Берри. Это фарс. Но не согласен я и с манерой Henry Cow исполнять политические трактаты на фоне квази-классического авангарда, хоть мне это и нравится. Это своего рода культ обскурантизма». Смит, не знакомый с нотной грамотой, высоко ценил помощь музыкантов-профессионалов, в частности, Саймона Роджерса, который помогал ему формулировать некоторые идеи. При этом он утверждал: «Рок-н-ролл по своей сути — совершенно немузыкальная форма искусства. Терпеть не могу, когда говорят: 'это плохо записано', 'не слышу того-то', 'не понимаю этого'. Я считаю так: если тебе нужна поэзия, иди и читай поэзию. Если тебе нужна нотная музыка, есть Бетховен, он там у них вне конкуренции».

Постоянные изменения в составе, как считал Смит, помогали группе сохранить себя: «Это и есть моя единственная цель в жизни: чтобы The Fall продолжались. Мы — система ценностей. У The Fall есть, что сказать. Вне зависимости от конкретных особенностей звучания, мы уникальны», — говорил он. Многие журналисты считали Смита диктатором, но тот возражал, замечая, что первое время, напротив, коллеги считали его балластом («я <для них> был парнем, который не умеет петь»). С его стороны непрекращающиеся увольнения музыкантов были частью постоянной борьбы против попыток стать «нововолновыми и более удобоваримыми». «По иронии судьбы секрет долговечности Fall состоит в том, что я никогда ничего не планирую более чем на четыре месяца вперед. Может быть, потому что всегда старался застраховать себя от рутины», — замечал он в 1989 году. В результате — «The Fall не 'прогрессировали' в обычном смысле слова, но с каждым новым релизом они смещали свою позицию и набирали новый ход… Их энергия регенерации невероятна. Они, похоже, обладают необычайной силой обновления», — писал в 1990 году Melody Maker. Смиту постоянно приходилось бороться с «застойными» тенденциями внутри коллектива: 
Как только у группы пошли дела на лад, для меня началось ужасное время. Я вдруг осознал, что остальные участники группы хотят быть рок-звездами. И такое происходит каждый раз. Вот почему состав The Fall выглядит таким случайным. Мне приходится распускать группу, чтобы изгонять будущих кит-ричардсов. Это не просто ужасно, это разбивает мне сердце.
«Вообще, если кто-то мечтает стать кем-то другим — неважно, кем — это в моей книге правил нарушение, влекущее за собой увольнение», — добавлял Смит.
The Fall и Манчестер
Смотрел я телепрограмму о «фамильном рок-древе» манчестерской сцены. Ну - все эти Happy Mondays, Stone Roses и иже с ними. The Fall упомянуты не были. Я подумал: вот оно, достижение. Многие наши фэны были возмущены. Это значит, что они не поняли самой сути нашей группы. Я же смотрел телевизор и молился, чтобы нас не упомянули. И тот факт, что мое желание исполнилось, думаю, в точности суммирует в себе то, чего я хотел, когда создавал The Fall.
Лидер группы неоднократно получал предложения от крупных компаний, но каждый раз отвечал отказом, считая их «стандарты низкими», а работников — некомпетентными. При этом Смит признавал, что обладает трудным характером и что ужиться с ним практически невозможно. В какой-то момент фронтмен взял на себя работу менеджера; более того, утверждал, что этому его решению группа была обязана своим прогрессом. «Став бухгалтером и налоговиком, я многому научился. Начинаешь понимать, что сам ты не представляешь особой важности. Интересно, что в такие моменты и песни начинали писаться легко», — рассказывал он в 1986 году.
В качестве основного принципа Смит провозглашал следование пролетарской этике в творчестве: в этом он усматривал корень своих конфликтов с коллегами, которые, на его взгляд, «не хотели работать». Иногда применявшийся по отношению к The Fall термин «группа пролетарского рока» он считал для себя оскорбительным и, тем не менее, спокойно выслушивал насмешки, касавшиеся, например, внешнего вида, подчас исходившие и от союзников: «…Вынужден отвечать на неудобные вопросы в химчистке: 'Как ваше пальто дошло до жизни такой, мистер Смит?.. Чем вообще вы зарабатываете на жизнь, мистер Смит?'», — такой краткой характеристики удостоился он в пресс-релизе к собственному же синглу, «Rowche Rumble», выпущенному лейблом Step Forward. Смит говорил, что так и остался «…своего рода клерком», который постоянно ощущает себя «словно бы за рабочим столом». «Именно поэтому я и записываюсь помногу. Гляжу на группы, которые по пять лет пишут один альбом, и не могу понять, что у них такое с мозгами», — говорил он. Лидер The Fall не считал себя носителем высокой миссии. «Я полагаю, жизнь дана, чтобы жить. Важнее быть человеком, чем художником. Артистическим синдромом никогда не страдал. Стимулировать людей своими словами и мыслями — вот, думаю, талант, который у меня есть», — говорил он.
С течением времени, и особенно в связи с усугубившейся алкогольной проблемой, у Смита стала обостряться подозрительность. Он сам рассказывал, как уходил из студии, оставляя включённым один из микрофонов, специально, чтобы подслушать, что о нём говорят коллеги. Всё чаще ему казалось, что в группе против него зреет «заговор», а музыканты на сцене специально играют так, чтобы «это было невозможно спеть».

### Инцидент 1998 года
Поворотным пунктом в истории The Fall стал инцидент в ходе американских гастролей 1998 года, когда лидер группы устроил на сцене потасовку с коллегами и провёл ночь в полицейском участке, в одночасье лишившись 3/5 состава. Этому предшествовало обострение серьёзного личностного кризиса, развивавшегося в течение нескольких лет. «Огромное количество алкоголя и спидов, им принимавшихся, не делало его поведение приятнее», — замечал промоутер Алан Уайз. На сцене Смит выглядел «очень больным… Казалось, он доживает свои последние дни», — вспоминал журналист и автор С. Ли. «Всё пришло в упадок; начались финансовые трудности, отменялись концерты… и тогда мы направились в Америку — почему-то в тот момент это казалось хорошей идеей», — вспоминал Стив Хэнли. 30 марта, после выхода сингла «Masquerade», группа начала американское турне в поддержку Levitate. Первый за последние 4 года концерт в нью-йоркском Coney Island High М. Уитли назвал «вдохновенным». «В ходе прошедшего с аншлагом концерта увольнений не случилось, хотя предшествовала ему по-видимому драка: Смит вышел на сцену с синяком под глазом и получил бурю приветствий», — писал в Rocktropolis Allstar Билл Пирис. Вскоре выяснилось, что «…фонарь под глазом поставила ему Джулия ударив телефоном во время спора относительно того, в каком отеле остановиться».
Рецензируя оказавшийся для гастролей роковы́м концерт в клубе Brownies, Энн Пауэр в New York Times писала, что временами группа звучала «ошеломляюще», но Смит «…к сожалению, старался это портить: то обрывал свои речи на полуслове и уходил со сцены, то тренькал на клавишах у мисс Нейгл спиной к залу…» Эти выплески деспотизма, по её словам, «выглядели бы очаровательно, если бы сам мистер Смит был чуть более сконцентрирован». Далее, по прошествии 45 минут, лидер группы «словно, чтобы разрушить ощущение темпа, вроде бы достигнутое», объявил, что группа выйдет снова на сцену после короткого перерыва, и увёл коллектив, который вернулся через несколько минут — «как отметили некоторые фэны, срок для Смита достаточный, чтобы сначала уволить всех музыкантов, а потом зачислить их обратно в штат». Но и далее, по свидетельству очевидцев фронтмен бо́льшую часть концерта провёл вне сцены, игнорируя требования своих музыкантов вернуться, а «возвращался лишь, чтобы распутывать микрофонные шнуры и подкручивать ручки усилителей». Когда он попытался исправить что-то в гитаре Стива Хэнли, тот «несколько раз отпихнул его инструментом, а потом ушёл со сцены».

Долгое время причины случившегося оставались неясными; позже Смит утверждал, что «лишь защищался», добавляя, что «…слышал у себя за спиной — мол, и петь я не умею, и тексты свои не помню». Тут же, однако, на вопрос о том, что позволило ему вернуться к работе, вокалист отвечал:
Наверное, то что мне наконец промыли уши. Вы смеётесь, но это правда. Я сейчас все слышу. Это классно. Я-то думал, что глохну на сцене. Кричал на всех. Все время был недоволен звучанием. Понимал, что-то не так, но не мог понять, что. Медсестра мне уши и вправила. Прочищала их два или три раза. Сказала, что столько серы не видела никогда: из троих 70-летних стариков столько не вынешь. И сразу моя жизнь наладилась. Недавно сидя в комнате, услышал голоса снаружи. Раньше я бы подумал, что это люди стоят за дверью и меня обсуждают. Но теперь я вдруг всё расслышал. Оказалось, это соседи говорят - и совсем не обо мне!
Последовавшие затем эксперименты в минимализме (в составе «на уровне учебного пособия»: Смит, Джулия Нейгл на клавишных «…плюс напуганного вида женщина за ударными») критик NME сравнил с «бедной электроникой Suicide», отметив, что «ощущение полусборки» было «частью веселья», но — вряд ли «любой другой группе такое сошло с рук… у Fall фэны поразительно всепрощающие: недаром Смит получил награду 'Godlike Genius' на Brats Award».

## Работа вне группы
В 1996 году Смит в качестве приглашённого вокалиста принял участие в записи сингла «Plug Myself In» (D.O.S.E. featuring Mark E. Smith), выпущенного PWL Records. Смит привлёк D.O.S.E. к сотрудничеству, в частности, попросил их сделать ремикс на «Power Keg», но в конечном итоге и их вынужден был «уволить»: «…Работать с ним было здо́рово, но пригласить их к работе над Levitate было ошибкой… Они, очевидно, прочли книгу о том, как быть рок-продюсером, или как вести себя подобного ему. 'Если бы мне нужен плохой рок-продюсер, я бы его и без вас нашёл, — сказал я им. — От вас мне нужно было лишь, чтобы вы сделали то, что сделали, когда я записывал с вами 'Plug Myself In'», — рассказывал Смит в интервью The Wire. Ранее, беседуя с корреспондентом Jockey Slut, он признался в симпатиях к 2 Unlimited, Питу Уотерману (последний оказался близок ему отношением к работе и умением находить таланты), танцевальной музыке в целом и в частности итальянскому хаусу. «Что мне нравится в итальянском хаусе, — он слегка завёрнут… Многое там похоже на евро-трэш, но итальянский хаус — он какой-то жутковатый. Именно такой была танцевальная музыка, когда начиналась», — говорил фронтмен The Fall, отвечая на вопросы Пола Бенни.
В апреле 1999 года Смит выступил на концерте в Monarch (Кэмден, Лондон) с Клинтом Буном (кавер на The Stooges), «Now I Wanna Be Your Dog», с его вокальной партией попал на оборотную сторону сингла Clint Boon Experience «You Can’t Keep a Good Man Down»), позже — записался с Elastica. 20 июня 1999 года на сцене «Куин Элизабет-холла» Смит выступил один, в рамках Meltdown Festival, на концерте, анонсированном так: «Ник Кейв и друзья читают собственные любимые литературные произведения». Coldcut пригласили Марка записать вокал для трека «(I’m) In Deep», который вошёл в альбом 1989 года Ahead Of Our Time. «Британские рэперы могли бы многому научиться у Марка Смита», — написал журналист Мэтт Блэк. В качестве приглашенного вокалиста он выступал и записывался также с Long Fin Killie, Inspiral Carpets, Mouse on Mars, принимал участие в записи альбома Gorillaz Plastic Beach.
В апреле 1998 года на Artful Records вышел альбом Смита The Post-Nearly Man (14 треков, 42 минуты), куда вошли рассказы и стихотворения, прочитанные автором под коллаж электронных и звуковых эффектов. Как отмечал Mojo, Смит всегда восторгался лаконичностью любимых авторов (По, Лавкрафта, Дю Морье); того же эффекта он попытался достичь в альбоме, который, в сущности, был не музыкальной пластинкой, а аудио-сборником коротких рассказов в традициях (как отмечал рецензент The Wire) авангардного радио или абсурдистских театральных постановок Маурицио Кагеля. Первый трек «The Horror In Clay» открывался отрывком из рассказа Лавкрафта 1926 года «The Call Of Cthulhu», отсылки к которому имелись в ранних текстах Смита. Альбом был невысоко оценен прессой. «Наступили трудные времена для Марка Э. Смита: он оказался без группы, без лейбла и без аудитории — если не считать Джона Пила», — заметил рецензент NME Джонни Сигареттс, давший альбому оценку 2/10. Второй сольный альбом Смита, Pander! Panda! Panzer!, вышел в 2002 году.
Смит снялся в нескольких телевизионных и малобюджетных художественных фильмах, дебютировав в работе режиссёра Марка Уоллера «Glow Boys». «Это фильм об атомной станции, и я играю парня, который работает в столовой», — заметил Смит в беседе с Melody Maker. При этом он не смог назвать имена ни создателей фильма, ни других актёров: «Они связались со мной, я приехал, отработал и уехал домой. 'One Take Willy', так они меня прозвали. Нормально: это напоминало съёмку видео», — говорил он. Позже в роли себя самого лидер The Fall появился в фильме Майкла Уинтерботтома 24 Hour Party People (2002).

### Сценические и литературные эксперименты
Круг интересов Смита-автора всегда выходил за привычные рок-н-ролльные рамки. Характерен в это смысле сингл «Hey! Luciani» (1986 год, Beggars Banquet Records), текст которого был написан им по мотивам книги «Во имя Господа» (англ. In God’s Name), автор которой, журналист Дэвид Йаллоп, доказывал, что Альбино Лючиани (он же Папа Иоанн Павел I) умер насильственной смертью после того, как раскрыл существование тайной масонской ложи с центром в Ватикане. «Он был молод и здоров, когда взошёл на папство, а месяц спустя умер. Потому что решил избавиться от всех этих инвесторов и банкиров. За день до смерти он составил список тех, от услуг кого собирался отказаться. И — умер», — так формулировал Смит своё ви́дение происшедшего.
Спустя две недели после выхода сингла Марк Э. Смит написал пьесу под тем же названием (сократив 500 страниц текста «до 90 минут Фолл-яза»), постановка которой прошла в хаммерсмитской студии Riverside. «Когда слышат, что она о Папе, тут же предполагают, что это либо рок-мюзикл, либо антирелигиозное заявление. И это печальное отражение того, как театр воспринимается в нашей стране. Я выбрал это место действия, потому что меня заинтересовали персонажи, и, надеюсь, оно послужит местом для хорошей драмы», — говорил автор в интервью NME. Пресса невысоко оценила спектакль: рецензент Melody Maker заметил, что после просмотра не может в точности сказать, всерьёз ли отнёсся Смит к первоисточнику или, наоборот, его высмеял, добавив — «Ни один человек из тех, с тем мы говорили, не смог нам дать на это определенный ответ». Рецензент NME Лен Браун пришёл к выводу, что «у Смита определённо значительная часть черепицы съехала с крыши». Гевин Мартин, корреспондент того же еженедельника, оценил спектакль несколько выше, назвав его «гибридом The Prisoner и Шекспира», с последним отметив даже стилистические сходства. Сам Смит считал, что работа над Hey Luciani дисциплинировала и встряхнула группу, участники которой играли в спектакле разные роли, для него же явилась, прежде всего, «литературным упражнением». Кроме того, — «…Что меня порадовало — постановка понравилась таким людям, как мои родители. Её оценили люди среднего возраста — те, кому не понравились бы Fall… Это была ведь вещь не просто сюрреалистическая, но и комическая», — говорил Смит.

#### I Am Kurious Oranj
Работавшие над постановкой Hey! Luciani танцор Майкл Кларк и клубный промоутер Ли Боуэри приняли активное участие и в следующей экспериментальной работе Смита, I Am Kurious Oranj (1988). Первый из них был автором идеи: «Это то, что Кларк хотел сделать более года. До этого он лишь использовал плёнки The Fall как фонограмму. Я не очень это поддерживал, и в Манчестерском университете нас с ним освистали. Новая идея оказалась получше». В интервью New Musical Express Смит говорил, что «проект был во многом рассчитан на голландскую аудиторию: там событие отмечалось с помпой и в течение нескольких месяцев». Он признавал, что кое-что знал о периоде до и после Вильгельма, но ничего — о нём самом. «Так что, пришлось многое додумывать… И странно, многое я угадал!» Это замечание, в частности, касалось строчки: «Can’t dance, can’t sing/Cursed forever is William Of Orange». — «Например, что он терпеть не мог музыку. Ха! Ну голландец до мозга костей. Взойдя на трон, тут же отправил всех придворных музыкантов Иакова восвояси».

## Тексты Марка Э. Смита
Когда у корреспондента журнала Q возникла потребность ознакомиться с полным собранием текстов The Fall, запрос выявил любопытный факт: Смит даже издателю каждый раз отказывался представлять их написанными на бумаге. Дело в том, что сам автор считал: они «…бессмертными становятся только в тот момент, когда вы расшифровываете их по пластинке The Fall». Рассказывая о том, почему тексты песен группы не публиковались на обложках, в буклетах или вкладках, их автор говорил: 
Не думаю, что текст может быть отделён от музыки. Если бы это было так, я писал бы поэзию. Кроме того, для меня очень важно звучание языка. Не думаю, что я должен быть верен смыслам. Кроме того, я меняюсь. Если я не согласен с тем или иным своим мнением, у меня есть право изменить его, я не хочу быть навсегда пришпиленным к чему-то определенному. Наконец, это очень скучно и по-буржуазному, помещать тексты на пластинку. Я нахожу, что большинство людей, которые публикуют таким образом свои тексты, высокомерны и тупы. Смешно читать эти тексты и угадывать, что самим авторам они, должно быть, нравятся. Оригинальный текст (англ.)I just don't think it should be separated from the music. If that were the case, I'd write poetry. Also, I'm very into the sound of the language. I don't think I should have to commit meself on meanings. Also, I'm changing. If I don't agree with a viewpoint, I've got a right to change it, I don't like to be pinned down on certain things. I also think it's a boring, bourgeois thing to put lyric sheets in records. I find that most people who print lyrics are arrogant and stupid, It's hilarious to read these lyrics that they think are good.Марк Э. Смит, 1989
«Моя песня не бывает законченной или совершенной, поэтому тексты я не записываю. Как только они оказываются на бумаге, невозможно уже ничего изменить, а мне нравится их менять, иногда прямо перед выходом на сцену», — говорил он. Смит признавался, что главная его проблема в процессе написания текста состоит в том, чтобы «понять, когда следует умолкнуть… опустить эту чёртову ручку». Кроме того, «когда зритель не понимает текста, в этом половина всего удовольствия. Но при этом я не хотел бы чтобы возникло впечатление, что текст ни о чём. Они говорят больше, чем я возможно мог бы выразить нормальной речью… Когда я начал покупать пластинки, нравились мне именно те, где текст был непонятен как минимум наполовину. Что мне сегодня не нравится в песнях, так это то, что они слишком понятны. В них не остается тайны, очарования», — говорил автор текстов The Fall.
Критики отмечали: с самого начала «песни Смита напоминали, скорее, странные рассказы со странными персонажами, мрачной пейзажностью и миллионом слов, являя полную противоположность односложной лозунговости панка». «Он пишет в духе скорострельного постмодернизма, который мог бы украсить оруэлловский новояз», — говорил о стиле Смита Майкл Азеррад. «Смита увлекает странность обыденной жизни ('Пригороды скрывают больше, чем вам хотелось бы видеть', — заметил он однажды), тайны истории, оккультные темы, а также сама по себе сила языка, — писал Пит Конкертон (Lovecraft Fanzine). — Его техника написания текстов, отточенная в ходе удивительно плодотворного творческого процесса, на первый взгляд основывается на методе нарезок Берроуза, но при ближайшем рассмотрении обнаруживает единство цели с решимостью передать смысл, не прибегая к привычному стилю повествования».
Новой разновидностью «провинциального фолка, в котором протестная часть решена в форме пост-берроузовского потока сознания» называл эту манеру Брюс Дессау (The Listener). Литературный подход Смита к песенному творчеству многие считали уникальным. «Со своими загадочными психодраматическими сюжетами <The Fall> сумели вписать собственную образность в весьма ограниченный словарь поп-музыки и существуют теперь уже как чистая этика, как мировоззрение», — писал в 1984 году Jamming. Критики отмечали и эффектный контраст между звучанием группы и внешностью автора с одной стороны, его внутренним миром — с другой. «…Отделённые от ужасающего грохота The Fall когда те в свободном полёте, слова Смита обретают собственные ритм и структуру, создавая окно, словно бы затягивающее <слушателя в авторский> мир. Смита часто живописуют как манчестерского пьяницу, нарочито грубоватого и неуклюжего, но стоит вслушаться в его работы, как перед нами предстает высокоинтеллигентный автор с крайне индивидуальным ви́дением мира», — писал Пит Конкертон, рецензируя его первый сольный альбом.
На Смита не производили впечатления неоспоримо авторитетные поп-авторы. «Совсем не обязательно писать красочно, как Genesis или Marillion, или претенциозно как Voice of the Beehive, или тянуть бесконечно, как Дилан. Он вообще не умеет писать. 18 куплетов! Это даже по отношению к группе жестоко», — замечал Смит.
«Мне было бы очень скучно следовать примеру и Брюса Спрингстина. Очень уж в его текстах просматривается зацикленность на стремлении быть 'хорошим автором'… С течением времени <такие тексты> превращаются в шелуху. Ближайший автор, с кем я мог бы себя сравнить, это Колин Уилсон, писатель… Ну да, тот, который может написать научно-фантастический роман, где ни науки нет, ни фантастики. Или уже на второй странице детектива сообщит вам имя убийцы, а потом принимается излагать какие-нибудь теории… Это очень близко к тому, что делают Fall». Также, как в музыке Смит придавал значение не техническому мастерству, но умению по-разному, с выдумкой использовать инструмент, в текстах он стремился к полному искоренению предсказуемости. «Когда я пишу текст или мелодию и вижу, как что-то формализуется, сглаживается, то рву лист и всё начинаю сначала, даже если и прежнее было хорошо… Меняю и текст, и инструментовку, если вижу, что всё пошло по накатанной колее», — говорил он.
Тематика песен Смита так или иначе касалась реальной жизни, в частности, музыкальной. Главными врагами рок-н-ролла Марк Э. Смит называл продюсера и бухгалтера. Двумя другими мишенями его сатиры стали студенты («антиуниверситетский марш» «Hey! Student» из альбома Middle Class Revolt) и «экс-хиппи». Многие обозреватели отмечали при этом как умение автора подмечать детали, так и его постоянную нацеленность на «подслушивание» происходящего в реальной жизни. «Сила наблюдательной способности Смита стала почти легендарной», — писал в 1992 году журнал Volume. «Такова суровая необходимость, если твоя фамилия — Смит, и тебя всегда с кем-то путают. <Наблюдательность> в такой ситуации становится главным оружием. Люди не воспринимают меня всерьез, <с первого взгляда> не оценивают меня высоко, и мне это нравится: анонимность даёт возможность наблюдать за происходящим со стороны», — замечал по этому поводу лидер The Fall.
Думаю, писать о нацистской Германии или монахах Тибета гораздо интереснее, чем любовные песни; я создаю нечто сюрреалистическое, что людей стимулирует, заставляет смеяться... Если бы я попробовал написать что-нибудь вроде Baby I Love You, это было бы глупо, потому что я нахожусь в постоянном контакте со средой обитания и всегда стараюсь - не столько реагировать, сколько улучшать её. Для меня просто физически невозможно написать песню о любви и сказать в этом что-то новое. Оригинальный текст (англ.)I think singing about Nazi Germany and flying monks from Tibet is a lot more interesting than love songs - some surreal thing that will stimulate people and make them laugh. It's a lot more interesting than 'Baby I Love You'. If I wrote one of those songs, it would look daft because I'm very conscious of my surroundings and I'm always trying - not to react against them - but to improve them. It's physically impossible for me to write a love song and say something new about it.Jamming, 1984
«Я всегда отдавал предпочтение слову. Забочусь о нём, стараюсь, чтобы оно хорошо выглядело на бумаге, прежде чем я спою его», — говорил автор. «Я оттачиваю песни, но не в технических деталях. Покажется странным, но я мыслю постоянно рифмами и очень часто, работая над текстами, мне приходится их разрифмовывать. Достоевский блестящий автор, и Гоголь тоже; ничто там у них не рифмуется, но для меня это звучит как поэзия: красиво, жёстко, насыщенно», — говорил он в интервью Q. Результат неизменно высоко оценивался критикой: «Марк Э Смит… превращает среднего поп-текстовика в полуграмотного тупицу, каковым тот чаще всего и является», — писал рецензент Jamming. На вопрос журналиста Паоло Хьюитта о «туманности» текстов The Fall, Смит отвечал: «Мои пластинки — это товар не для широкого потребления, они сродни книгам. Я почувствовал бы себя очень глупо, если бы просто взял и выложил свои мысли на самом доступном, примитивном уровне. По правде говоря, мне кажется, что если от чего-то наши песни и страдают, так только от излишней понятности».
Одной из острых тем, которые Смит в начале 1980-х годов охотно комментировал и отчасти эксплуатировал, был конфликт британских Севера-Юга. Фронтмен Fall говорил, в частности:
Многие сегодня маскируются под северян. И <эти многие> нас не принимают. Мы — манчестерская группа, но мы не The Smirks или Slaughter and the Dogs; не эти бесхребетные группы, для которых главное — на сцену выбраться. Это восходит ещё ко временам The Hollies и Herman's Hermits. Я хочу сказать, никто не воспринимает таких людей, как Slaughter and The Dogs всерьез: пивные животы, пероксид, «вок-энд-волл» и — вот какие мы страшные, ха-ха! Гарри Бушеллу, или кому ещё там, — непросто интервьюировать группы, которым нечего сказать.Марк Э. Смит. NME, 1980
Смит об интересе к нему вне Англии
Странно, но моими текстами интересуются. в основном, за пределами Британии. Меня спрашивают: как вы можете быть <в Бельгии и Германии> интересны, если там вас не понимают? Я на это: точно так же, как Шекспир популярнее в Японии, чем в Англии. Я от школьников из Германии получаю невероятные письма. Недавно получил письмо от целого класса, с подписями, они хотели знать о чём песня «Еврей на мотоцикле» (Jew on a Motorbike) (смеется) Я им так и не ответил, потому что они приписали в конце: ‘Только отвечайте скорее, а то на следующей неделе мы заканчиваем школу’, - так что, в любом случае ответ бы запоздал.
Смит всегда считал личностный аспект текста недостатком и стремился к «драматизации» — насыщению своего песенного творчества персонажами. В какой-то момент фронтмен The Fall и сам «раздвоился»: с января 1980 года принял (и затем в течение примерно двух лет носил) своего рода альтер эго: Роман Тоталь Семнадцатый («Добрый вечер! Мы — The Fall? Я — Роман Тоталь, это мои сообщники. Я проведу вас к новым горизонтам пролетарского будущего!»), который ещё и имел сына по имени Джо. «Умышленно туманные и недооформленные, <тексты Тоталя> предоставляют широкие возможности не только для интерпретаций, но и для самопроекций; в лучших же случаях — служат методом самокритики», — так объяснял смысл «раздвоения» Энди Гилл в NME. Концепцию, связанную с историческими «корнями» этого загадочного персонажа, призвано было прояснить «Письмо Тоталя Семнадцатого Матфею», но оно осталось непонятым, а в скором времени и забытым, тем более, что и сам «Тоталь, старомодный северянин, воплощение традиционалиста, утих одновременно с последним треком четвертого альбома Grotesque (After the Gramme)». Другой «подставной фигурой» Смита был «Hip Priest», персонаж, неоднократно использовавшийся им в песнях, чтобы так или иначе (как правило, с величайшей почтительностью, — как о непризнанном гении и т. д.) отозваться о себе самом в третьем лице.
Смит говорил, что в какой-то степени следует традиции Ленни Брюса — не столько поёт песню, сколько развлекает публику — текстом и всевозможными вставками — при этом её и провоцируя. «Я не пытаюсь стать Ленни Брюсом, но стараюсь вставлять шуточки… не все ведь могут расслышать текст, да и на сцене есть разница мнений, которая не используется. Что было здорово в Брюсе, так это умение почти оскорблять собственную аудиторию», — говорил Смит.
Настороженность Смита по отношению к печатному слову не помешала ему отдельным изданием опубликовать в Германии сборник, куда вошли тексты двенадцати его песен, на двух языках.

#### Оккультизм и ясновидение
Образность текстов Смита, как рассказывал он сам в интервью журналу Wire, сформировалась под воздействием двух факторов: галлюциногенов и детских видений. Смит не раз утверждал, что в подростковом возрасте обладал паранормальными способностями, которых впоследствии лишился — из-за злоупотребления алкоголем. «Мне было интересно думать и читать о призраках, меня они не пугали. Если сегодня увижу такого, умру от ужаса. То же с эйсидом. Мне нравилось путешествовать и использовать его для разных вещей, но сейчас я бы такого не выдержал. Это было интересное время в моей жизни, хорошее время и я в каком-то смысле жалею, что оно прошло. Хотя, даже сейчас энергетику места я ощущаю», — говорил он.
О том, что «арканная» тема получила в творчестве Fall на удивление широкое развитие, писал в 1989 году Марк Бейнс: «Смит всегда был увлечён исследованием готических уродств, гнездящихся вокруг него». Автор статьи в журнале Escape замечал, что альбом Dragnet даже в заголовках связан с потусторонним миром («Spector vs. Rector», «Psykick Dance Hall», «A Figure Walks»). На грани «потустороннего» и сюжет I Am Kurious Oranj, в котором прошлое и настоящее сюрреалистически переплетены: Вильгельм является в Брайтон, и несколько минут спустя начинается матч Rangers v Celtic.

Смит утверждал, что многое из написанного им содержало в себе скрытые пророчества, в частности, — некоторые высказывания Totale XVII. «В каждом из нас заключено некое общее знание, произрастающее из самых разных источников. Иногда это называют 'генным сосудом' — собственно, такова природа и того, что делаю я. Очевидно, многие знания об истории существуют в подсознании: это вещи, о которых тебе никогда не рассказывали, но которые есть в тебе изначально», — говорил Смит в 1989 году. 
Когда я был маленьким, у меня на руках часы взрывались. Это было очень страшно. В них оказывалась потом вода, и никто не мог понять, откуда она там взялась. Но проблема с медиумами — им всегда не везет. Они могут сказать человеку когда тот умрет, но сами не умеют даже взобраться на лошадь. Моя мама этим очень интересовалась, и я говорил ей: Слушай, мама, они действительно могут это предсказать, но кто хочет это знать? Лучше не знать об этом.Марк Э. Смит в интервью Wire, 1996
Наиболее известные примеры песенного творчества Смита, в которых отмечался элемент предвидения, — песни «Terry Waite Sez» — о посланнике архиепископа Кентерберийского, который был похищен на Ближнем Востоке вскоре после выхода альбома Bend Sinister, куда она была включена («Мне очень жаль что так получилось: мы выпустили альбом и тут его похитили. Странно. Я не мог в это поверить») и «Powder Keg» из альбома The Light User Syndrome, где описание взрыва бомбы в Манчестере предвосхитило реальное событие того же рода. После выхода второй из них ему вдруг начал звонить из The Sun: «Как странно: на прошлой неделе в Манчестере взорвалась бомба… Как вы узнали об этом? И ещё вы написали песню о Терри Уэйте несколько лет назад…» Смит рассказывал, что лишь некоторое время спустя догадался: редакция подозревала наличие у него некой тайной информации. «Ну а я-то думаю, что разговариваю с нормальными людьми… Не знаю, говорю, как такое могло случиться, возможно у меня есть чувство предвидения, потому что в подростковом возрасте у меня были психические способности…»
В интервью Смит отказывался отвечать на вопросы о творческом процессе: «Это ведь как сеанс у психиатра — рассказать, как ты пишешь свои тексты. Многое в этом процессе — ясновидение. У меня был немного этот дар в подростковом возрасте, но потом я попытался обратить его на пользу работе, так что иногда я пишу песню и не могу понять о чём она, допустим, пока не пройдет полгода».

## Смит и политика
Марк Э. Смит, ещё будучи служащим манчестерских доков, интересовался левым движением, но быстро в нём разочаровался. «Я предполагал знак равенства между левой политикой и революционностью и ошибался», — говорил он в 1978 году. Уже в 1983 году лидер The Fall утверждал: «Если пять лет и не изменили меня полностью, то, по крайней мере, заставили расстаться с прежними идеалами; все эти левые идеи, которые были вначале, уж точно исчезли». Тем не менее, в 1977—1978 годах, когда группа стала появляться на концертах Rock Against Racism, леворадикальные круги в New Musical Express решили поддержать её — именно как представителей нового, интернационалистского рок-авангарда. Как писал позже Мик Миддлс, Тони Парсонса и Джули Бёрчилл в The Fall подкупили «пролетарский» вид и «северное» происхождение. Но когда «дуэт киллеров» (такую репутацию получил супружеский журналистский тандем, громивший на страницах этого еженедельника группы, не поддерживавшие левые идеи) пригласил Смита и Кей Кэрролл в офис NME, чтобы обсудить возможность появления фотографии группы на первой странице обложки среди антифашистских лозунгов, а также большой статьи под заголовком: «Группа, которая противостоит Национальному Фронту» (The Band that Stands Against the National Front), реакция гостей была такой, что «…Бёрчилл в слезах ретировалась из собственного же кабинета». Естественно (замечал Миддлс в 1987 году), Парсонс и Берчилл группу, которую когда-то возомнили «героически-пролетарской», в своей книге «The Boy Looked at Johnny» даже не упомянули.
В 1978 году Смит объяснял (опять-таки, NME), что в целом поддерживает идеи Rock Against Racism; он всего лишь против общего упора на лозунговость: «Я говорю им: да, мы политическая группа, но вся политика — в наших текстах. Но им же это не важно: им главное, чтобы мы между песнями делали заявления. То есть, для них <наша музыка> — развлекательное шоу. С тем же успехом мы могли бы играть кантри энд вестерн!». Ещё десять лет спустя, обсуждая с С. Дадфилдом (NME) тот же эпизод в офисе еженедельника, Смит вспоминал, что Парсонс «был более или менее адекватен, но Бёрчилл вела себя, как истеричка». «Она мне — о рабочем классе, я ей: а Национальный фронт, что, не рабочий класс? Она мне: ты — <долбаный> либерал, ты либерал! Ну — сумасшедшая! Мы <с Кэй Кэрролл> поднялись, сели в такси и уехали». И самого Смита впоследствии сравнивали с радикальной рок-журналисткой. Лен Браун в 1988 году откровенно заявлял, что не любит Смита за «нарочитую политизированность в духе Джули Бёрчилл и высокомерие».
Смиту приходилось не раз отвечать на критику, связанную с его якобы имевшими место симпатиями к Национальному фронту. Во многом подобные обвинения он провоцировал собственными заявлениями. Самое громкое и неоднократно цитировавшееся прозвучало со страниц Blast! Magazine: «Я каждый день меняю свои политические пристрастия. Скажем, сегодня я фашист, а уже завтра — нацист». В 1984 году, хоть и замечая, что это заявление было вырвано из контекста, лидер The Fall говорил (в интервью Jamming), что о сказанном ничуть не жалеет. «Да, я действительно становлюсь 'фашистом', когда вижу, что моя группа <из-за отказа сотрудничать с социалистами> нищенствует, а рядом процветают демагоги, которые продают народу первый же социалистический слоган, какой им только придет в голову».

В 1980-х годах лидер The Fall одобрительно высказывался о скинхедах и oi!-движении (последнее в журналистском лагере активно поддерживал один только Гарри Бушелл). Отвечая в 1981 году на вопрос о Gang of Four, Смит говорил: «А по мне так, компания Бушелла убедительнее. Они делают куда более честные политические заявления, чем остальные. Их музыка многое говорит об Англии». Скинхеды, там же замечал Смит, «…конечно, опасны, но таков и английский рабочий класс. 4-Skins гораздо ближе к тому, что происходит в стране… чем Gang Of Four». В США, пытаясь опровергать предрассудки, связанные с представлением о том, что скинхед — это непременно нацист, Смит в интервью Дж. Нео Марвину говорил: 
В Англии это — движение рабочих. Скинхеды-северяне у нас это вообще часть про-ямайкской культуры. Меня тут спрашивают о скинхедах-нацистах, но это явление существует лишь в Лондоне. В любом другом британском городе пусть только скинхед попробует войти в бар со свастикой, его тут же вышвырнут. Потому что… ну, война же была. Расизм, нацизм, анти-тредюнионизм — это… как яд. Лондон — единственное место, где считается «смелым» флиртовать с такими вещами.
Как считал Дон Уотсон, Смит восставал «…не столько против левых, сколько против либеральной традиции, которой левые пропитаны». С этим соглашался и Стивен Далтон, писавший: «Смит любит бесить либералов. В его лексиконе присутствуют такие слова, как 'педик' и 'ниггер', особое презрение он питает к „социализму“. В 16 лет он носил свастику на рукаве в клубах и от этой привычки не избавился (в видео High Tension Line вся группа снялась в эсэсовской униформе)». «На самом деле я анти-нацист. То, что они сделали, — преступление. Они отбросили германское искусство на много десятилетий назад», — замечал Смит в беседе с Далтоном. Так или иначе, все неполиткорректные реплики фронтмена The Fall и темнокожими, и геями воспринимались вполне добродушно. «Ни один чернокожий не подойдет ко мне и не скажет: 'Ты — угнетатель', потому что я никогда не угнетал его. Скорее, это он угнетает меня, потому что я вынужден постоянно наблюдать это его пение по ТВ, которое мне не очень-то нравится…» — Это заявление Смита в 1984 году ничуть не испортило его отношений с той частью аудитории, которая видела в его творчестве продолжение традиций «северного соула».
Смит о Папе
 Особое отношение у Смита сложилось к Ватикану. Объясняя смысл песни «Papal Visit» («Она не против католиков: у нас вся группа католики, я один методист — ну, вы помните: методисты — это те, кто хотел сжечь всех католиков…»), он говорил:
Просто Иоанн Павел Второй на меня сильно действует. Этот польский парнишка вызывает страх, пожалуй и отвращение… Очень зловещий тип. От парня серьезно воняет. Величайший лицемер на свете!
Выяснилось вскоре, что своё отношение к Папе Смит сформировал после того, как прочёл автобиографию Романа Полански. Режиссёр утверждал, что его сначала взяли из варшавского гетто на воспитание, а потом выбросили на улицу родители того самого мальчика, который впоследствии и стал Иоанном Павлом Вторым.
Одна из экзотических теорий Смита относительно положения дел на современной музыкальной сцене касалась гомосексуалистов: «Как странно выглядит это массовое проникновение геев к вершинам чартов. Я связываю это со СПИД-паникой: педики с перепугу перестали трахаться — вот и сублимировали сексуальную энергию в творческую», — такими впечатлениями делился он с NME перед Рождеством 1983 года. Два года спустя ситуация с его точки зрения лишь усугубилась. «Frankie Goes To Hollywood поют неплохо, но — что? Педерастическое диско. Войдите в любой педер-клуб в Манчестере или Ливерпуле и услышите всё тех же ниггеров с их музыкой машинного производства». При этом неожиданное появление группы 11 июня 1984 года в лондонском гей-глубе Heaven Ultradisco не только не было сорвано, но и прошло «на ура». The Fall (в отличие от сыгравших в первом отделении Swans) предложили публике вполне дружелюбный, почти танцевальный сет, который закончился тем, что «совершенно разношёрстная компания зрителей взялась за руки и вприпрыжку пустилась хороводом под 'Wings'».
Политические пристрастия Смита действительно менялись. На местных выборах 1983 года он голосовал за кандидата от консерваторов («Лейборист выступал за легализацию каннабиса — известный шарлатан в нашей деревне»), позже говорил. что всегда симпатизировал либералам и Дэвиду Стилу. В некоторых вопросах, однако, Смит был последователен: по крайней мере, в 1980-х годах, до распада СССР. В 1981 году в Исландии, где сильны были антиамериканские настроения (в связи с присутствием военной базы в Кеблавике), лидер The Fall многих шокировал своими проамериканскими высказываниями («Им же только потому приходится затевать все эти игры с (ядерным) блефом, чтобы russkies не взбрело лишнего в голову»). Выступая за повсеместное ядерное вооружение, Смит выражал уверенность в том, что ни одна из сторон в любом случае не решится нанести ядерный удар первой. При этом он замечал: «…Хотя, разбомбить Россию это была бы недурная мысль, с точки зрения общего положения дел в мире. Они опустили многие народы в совершенно несчастное существование. Достаточно побывать в Восточной Германии, чтобы это увидеть: ужасный, ужасный образ жизни. Чем-то напоминает Мидлсбро».
Скандал в левой прессе вызвала поддержка Смитом политики Тэтчер в Фолклендском кризисе (чему посвящена была и песня «Marquis Cha-Cha», выпущенная — правда, уже после окончания войны, — синглом). Он полагал, что «армия проделала отличную работу», а то, что «все эти коммунисты и революционеры в пивных» ругали Тэтчер и группы выпускали антивоенные синглы, считал «позором». «В клубе лейбористов я даже начал ссору. Если русские придут, — говорю, — они вам тут не позволят весь день сидеть и на пособие по безработице каждый день пивом накачиваться!», — рассказывал он. Неоднозначно воспринимались и многие другие высказывания Смита, в частности, против «засилья» в Британии пенсионеров и безработных, а также — в поддержку протестантов Ирландии. Лидера Fall поражало, что левые поддерживают католиков. «Кто из вас хочет жить под властью Папы? Это глупо, в Ирландской республике — там ведь даже не купить контрацептивов. Протестанты-северяне просто не хотят иметь в Папой ничего общего, и они совершенно правы. Но говорить об этом практически запрещено. Я утверждаю: если бы Британия осталась католической, она отстала бы на 200 лет. А мне отвечают: Ты нацист!». О британских пенсионерах Смит отзывался так: «У них руки усеяны золотыми перстнями, и при этом они требуют себе каких-то ещё талонов на масло. Просто потому, что их воспитали так: главное — экономить!… Не верьте им, когда они рассказывают о своих трудностях: это жадные свиньи. Они пакет прокисшего молока жалеют выбросить, но при этом хватают и хватают… Говорю вам, их содержание не окупается!»

Высмеивая социалистов, Смит при этом выражал недовольство капитализмом, с его «дешевым материализмом и потаканием алчности». При этом он утверждал, что — в отличие от политизированных инди-групп — социализм исповедует не на словах, а на деле. Намекая на U2, Смит говорил:
Стивен Уэллс о М. Э. Смите
...Он смеется моим шуткам, называет меня Стивеном, он обаятелен и мил, когда хочет таковым быть. Но, подобно Рональду Рейгану, он в любой момент способен выплюнуть какую-нибудь дьявольскую гадость. Например:
Большинство людей не понимают, что арабы сейчас находятся на том уровне развития, на каком христиане находились во времена крестоносцев. Они живут в XII веке и — как вы не можете понять? — у них исчезают понятия добра и зла, как только возникает желание убивать американцев, да и белых вообще!
А у меня все получают поровну. Мне платят столько же, сколько рабочему сцены. Мы не одна из тех групп, которая на бумаге читает лекции о политической морали, а на деле — все знают, что деньги, которые им платят, забирает себе вокалист, чтобы положить на личный банковский счет!

В конечном итоге пресса пришла к выводу, что за радикальными заявлениями Смита кроется не столько идеология ультра-правых, сколько «корневой» консерватизм британского пролетариата с его крайней степенью недоверия к среднему классу, и что именно отсюда происходит его недоверие к социалистическим лозунгам, изготавливающимся в общественной «середине». Смит говорил: 
Люди рассуждают о Европе, о том, как там классно, и делают вывод: нам нужно избавиться от монархии. Но имейте в виду: зачатки всех общественных пороков возникают как раз, когда средний класс приходит к власти. Люди у нас забывают, что эсэсовцы не были скинхедами, они были обозлёнными врачами и юристами. По мне так, лучше уж Королева.
Смит отмечал любопытный парадокс: притом, что британские социалисты настроены по отношению к нему агрессивно, этого никак нельзя сказать о коммунистах. «Сегодня утром говорил с Morning Star, от которых уж точно можно было ожидать, что они на меня набросятся с кулаками. Но они отнеслись ко мне очень серьезно. Судя по всему, The Fall им нравятся!», — удивлялся он в 1988 году. Впрочем, к этому времени Смит уже пришёл к выводу, что нет смысла разделять людей на левых и правых. «…Не существует ни левой угрозы, ни правой угрозы. Угрозу таит в себе стандартизация общества. Именно она приводит к управлению страной идиотов».

## Наркотики и алкоголь
Смит не скрывал своего пристрастия к запрещенным препаратам, ссылаясь при этом на такие примеры для подражания, как Дин Мартин и Уильям Берроуз. «Бывает — пивной животик… знаете, боюсь, у меня вырастет когда-нибудь животик наркотический», — признавался он. Основным препаратом для участников группы стали, к моменту выхода «Totally Wired», сульфаты амфетаминов. «В наших песнях наркотические темы присутствуют. Мне не нравится туман недоговоренности, который существует вокруг наркотиков. Мне пишут люди, иногда 12-летние, и спрашивают, о чём та или иная песня. Я пишу в ответ: песня — об определенного вида препарате, никуда от этого не денешься. Это необходимо для образования. Я так и узнавал подобные вещи. Не в школе и не от друзей, а из пластинок, это хорошая альтернатива», — рассказывал он в интервью фэнзину Cool.
При этом Смит говорил, что не любит марихуану («просто отключает чувства») и с подозрением относится к «экстази», который превращает его в «сексуального маньяка». Он утверждал что познакомился как-то в Америке «с парнем, который создал экстази» и пришёл к выводу, что там было «что-то нечисто»: «Задумывалось как способ убрать средний класс с улиц… Комбинация кокаина, спида, травы и эйсида, только химический эквивалент. Экстази — это что-то вроде наркотика от ЦРУ, как Soma — читали „О дивный новый мир“?…»
На вопрос о любимом наркотике Смит отвечал: «Пиво». Явно злоупотребляя алкоголем, он не признавал этой проблемы, считая, что пресса уделяет излишнее внимание этой стороне его жизни. «Меня просто воспитали так: никогда не пей один. Ну и, потом, я хорошо держу алкогольный удар. Редко напиваюсь. То есть, скажем, 'косячного' удара я не держу: через несколько дней мне становится плохо», — говорил он в 1996 году. Смит считал отношение среднего класса (а значит, журналистов) Англии к пиву снобистским («Вон, в Германии 80-летние старушки глушат пиво литрами уже в восемь утра; пиво — оно же полезно»). Вспоминая концерт в манчестерской «Хасиенде», лидер The Fall утверждал, что был там самый «стоячий». «Потом в NME написали что я поглотил 12 пинт. Но забыли упомянуть, что The Happy Mondays в углу стояли в то же время на ушах. Но для них это считается нормальным: они же на экстази», — замечал он.

## Влияния
В юности Смит слушал, в основном, гаражный рок шестидесятых, а также Can, Капитан Бифхарт и особенно Velvet Underground («Что подкупало в Velvets — они были литературны, других таких не было».) «Velvet Underground — то, откуда происходит Fall-примитивизм, хотя в той же степени — из Капитана Бифхарта, гаражного рока, Голого завтрака, странных тевтонцев Can и Faust, странных аутсайдеров, таких, как Питер Хэмилл и Кевин Койн и даже из Джона Леннона», — писал Ч. Эдди. В юности Смит неоднократно и безуспешно прослушивался в местных хэви метал-группах. Самой первой купленной им пластинкой был «Paranoid», сингл Black Sabbath. «<Эта песня> была не просто странной, но действительно ненормальной; она—то и наставила меня на путь истинный», — вспоминал Смит. Он тепло отзывался о Jethro Tull, высоко оценивая тексты группы; замечал также, что многие группы новой волны возвращаются подсознательно к музыке, которая им нравилась в детстве (например, в Gene Loves Jezebel обнаруживая отголоски Black Sabbath). Самым первым рок-концертом, на который пошёл Смит, было выступление The Groundhogs в манчестерском Free Trade Hall. На него произвели сильное впечатление как сама группа, так и аудитория («как у Элиса Купера, но моложе»). «<Ранние> Groundhogs и Black Sabbath до сих пор меня здорово заводят», — признавался он в 1988 году.
Смит не отрицал наличие многочисленных влияний, сформировавших его мировоззрение. Но…
...Проблема состояла в том, что я знал, что никогда не смогу стать таким, как они. Начав заниматься музыкой лет в 13-14, я очень быстро прошёлся по существовавшим тогда сценам — от северного соул до глэм-рока и диско. Позже заинтересовался Лу Ридом и Can, обожал Игги Попа, но то был слишком американский рок-н-ролл, чтобы он мог на меня повлиять. Музыка его, мне нравилась, но была совершенно чужой. Вокруг не было групп, которые бы представляли меня и моих друзей. Никто не обращался со сцены к клеркам и докерам. Если я и хотел стать кем-то, так только голосом народа. Хотел, чтобы The Fall стали группой для тех людей, у которых не было своих групп, чья музыка была бы для них актуальна, имела прямое отношение к их жизни.Марк Э. Смит. Dazed & Confuzed, 1998
Одним из любимых исполнителей начала 1970-х годов у Смита был Гари Глиттер. «Я был действительно им увлечён, и за это мне доставалось: мол, Боуи и Yes надо слушать, а это дрянь. Я на это: да это же супер, это авангард. Два барабанщика, упор на перкуссию. Единственное, что было в те годы приличное», — говорил Смит в 1993 году. Известно, что Смит переписывался с Питером Хэмиллом; оба планировали записаться вместе, но этот проект не осуществился. Лидер The Fall, формируя стиль и звучание группы, имел перед собой и конкретные цели: «…Чтобы песни были очень ненормальными и очень английскими. Чтобы фарш был своего рода, с преобладанием гаражного рока 60-х. Я посещал самые разные клубы Манчестера. Именно поэтому The Fall должны были отвечать интересам тех, кому нравились и дешевый соул, и авангард вроде Штокхаузена».

### Литературные влияния
Марк Э. Смит не раз говорил, что считает себя, скорее, автором короткого рассказа, нежели поэтом; значительная часть его ранних песен возникли из «обрезков» литературного творчества. «У меня нет какого-то особого метода. Я просто вынимаю тексты из своих же литературных работ. Иногда это проза, иногда просто зарисовки. Если вижу хороший текст, поручаю группе написать к нему музыку», — говорил он. «Смит предпочитает писать сюжетные истории, в которых предмет рассматривается аллегорически; косвенно, а не прямо», — замечал в 1981 году NME. Об одной из самых своих известных ранних вещей, «The North Will Rise Again», Смит говорил: «Это… не политическое заявление, это рассказ, своего рода научно-фантастический рассказ. В основу легли сюжеты нескольких сновидений после того, как мы сыграли много концертов на севере. Песня — о том, что произошло бы в случае революции. Это чистая фантазия, нечто на грани научной фантастики». «Рассказ о нацистской Германии, где в одну песню вместился целый роман в духе Генриха Бёлля», — так характеризовал Дон Уотсон песню «Various Times». Книги таких авторов, как Уиндхэм Льюис, Говард Ф. Лавкрафт, Филип К. Дик, М. Р. Джеймс, Алджернон Блэквуд, Смит, бросивший школу в 16 лет, называл своими «университетами». Образы и даже техника Лавкрафта использовалась Смитом не только в одной из самых известных песен «Spectre Vs Rector» (где упоминается Йог-Сотот из «The Dunwich Horror»), но также в таких вещах, как «The Impression Of J Temperance», «Jaw Bone And The Air-Rifle», «Garden», «Hurricane Edward» и «The Horror In Clay».
Значительная доля его сарказма была направлена против современных подражателей классикам «макабра»: «Сейчас — открываю Стивена Кинга, и меня тошнит: всё это написали до него, и намного лучше, чем он! Я, кстати, член Arthur Machen Appreciation Society, едва ли не единственный там <музыкант>. Вот блестящий автор!» Смит восторгался также творчеством Эдгара Аллана По, считая «Ворона» истинным образцом классической поэзии. В качестве одного из любимых авторов он упоминал и Исаака Башевиса Зингера (отмечая «потрясающий», по его словам, рассказ «Satan In Goray» — о реальном происшествии в 1666 году, когда в польской деревне евреи уверовали в скорый приход Мессии). «Еврейская литература — это просто фантастика», — говорил лидер The Fall.
Литература служила для Смита во многих отношениях отправной точкой. В 1988 году лидер The Fall писал в дневнике: «Мы гастролируем с Luxuria, компанией милых, но слишком очевидных британцев. Я избегаю общения с ними, потому что они слишком громко рассуждают об Оскаре Уальде, Керуаке и Джулиане Коупе. Они сформировали своего рода битниковский альянс с Филом и Маршей из нашего лагеря. Чтобы как-то обратить на путь истинный этих жертв хиппиозного высшего образования, я словно бы невзначай разбрасываю то тут, то там биографии Ленни Брюса, Франко и Гоголя, но — всё бесполезно». Год спустя, объясняя причины своих симпатий к Бразилии, тот факт, что The Fall там популярны, Смит упоминал лишь вскользь: «Я вообще-то не очень люблю выезжать за границу, но Бразилия меня привлекает. Мне нравятся их писатели. Совсем не такие, как в остальной Южной Америке… Мне один знакомый шлёт <из разных стран Латинской Америки> книги пачками — всё нечитаемо; Карлос Кастанеда и тому подобное — не могу даже вникнуть. Но бразильская литература великолепна, особенно их короткий рассказ… Кроме того, мы там очень популярны. 'Mr Pharmacist' был назван у них, кажется, лучшей иностранной пластинкой. Это интересно. В Испании или Италии нас ведь не знают вообще!..»

### Смит о современниках в рок-музыке
Марк Э. Смит, в основном, крайне критически отзывался как о современных ему музыкантах, так и о «классике», включая The Beatles, исключения делая для ранних Rolling Stones. «Никогда не любил The Beatles. Слышу The Beatles — вспоминаю только, как беден я был в 11 лет. Наверное, они были неплохим паб-бэндом», — говорил он, а на вопрос корреспондента: «Паб-бэнд, и покорил всю страну?» — отвечал: «Ну так, профессионалы: такие тексты для 12-летних, это же надо уметь написать».
Постоянной критике с его стороны подвергалась местная сцена родного города: «Когда мы начинали, манчестерская сцена была — Nosebleeds, The Drones, Slaughter and the Dogs, проходные группы. Но на самом деле всю сцену составляли Joy Division, действительно очень хорошая группа. Но они могли бы быть откуда угодно, из Парижа, из Америки». Смит с пренебрежением отзывался о New Order, Clash, Siouxsie and the Banshees, называя лучшими группами своего времени The Worst и The Prefects, которые распались, не подписав контрактов. О Роберте Ллойде, лидере последних, лидер The Fall отзывался с большой теплотой, выражая лишь сожаление по поводу того, что тот «…никогда не умел отдать себя музыке без остатка». «Мы ведь играли с Banshees: в пуловерах и рубашках навыпуск, когда они дефилировали в полных регалиях. Мы их задирали и дразнили: „art students!“. Это было похоже на настоящую войну… Такова британская традиция: повсюду арт-студенты. Все из хороших семей, и все потом надевают эти свои маски — социалистов и бунтарей и притворяются рабочим классом, очень смешно». «Я сразу понял: новая волна — это всё — старые группы, по-новому приодевшиеся. Действительно же хорошие манчестерские группы, The Worst и The Prefects, ничего не достигли. Зато те, кто годами играли кабаре, вдруг постриглись — и на тебе, оказались к месту. В этом и состояла моя главная мотивация: я решил, что смогу сделать это лучше, чем они», — говорил он в 1982 году. Смита в коллегах больше всего раздражала претенциозность: «когда люди пытаются выглядеть 'настоящими', таковыми не являясь». В числе «врагов» он называл Genesis, фолк-группы, водевильный фолк Terry and Gerry. «Но хуже всех Ллойд Коул», — утверждал он.
Во многом отношение Смита к коллегам сформировалась под воздействием изначально враждебного отношения к The Fall со стороны — прежде всего, панк-сообщества. «Нас пинали со всех сторон: волосатые — за то что мы не исполняли тяжелый рок, интеллектуалы за то, что мы были не из колледжа, панки — за то что не носили булавок. Мне же всегда казалось, что панк это переодетый хэви метал. Pistols за <очень короткий период,> буквально между синглами превратились из великой группы в <новых> AC/DC», — вспоминал он в 1994 году. Некоторое время Смит с уважением относился к Public Image Limited, считая, что в какой-то момент они и Fall были двумя единственными бескомпромиссными группами на мировой рок-сцене, но позже изменил мнение о Лайдоне к худшему. «Мне всегда нравились The Cramps и The Gun Club… Из британцев — Felt, они лучше, чем все эти подражатели Лу Рида», — говорил он в 1984 году. Смит, не знавший нотной грамоты и практиковавший интуитивный подход к песенному творчеству, высказывал к коллегам и более общие претензии:
Не выношу музыкантов. Потому что в студии слышу то, чего не слышат они. Ну, к примеру, я с группой друзей, все очень дружелюбны, ставят пластинки — Pavement, Sebadoh, REM; я ставлю рокабилли, Бо Дидли. Они: “Он поет не в тональности!” И что? Чак Берри тоже не в тональности, но, если бы не он, вы все были бы безработными. Но музыканты этого не понимают. Не потому что злы или ленивы, им не дано иметь объективный взгляд. Они способны понять лишь, что Pavement продали миллион пластинок в Америке. Их мозги пребывают в другом измерении.
 Смит говорил, что «всегда презирал The Mekons — Лидский политех, они навсегда там застряли. The Membranes — ничего, очень изобретательны. Немало страничек вырвали из книжки, нами написанной!.. Foetus, Three Johns, Membranes, Minutemen, Clean… Это люди, которые постоянно требуют моего внимания, посылают мне пластинки. Чего они ждут: что я скажу, что люблю их так же, как они любят меня? На самом деле, они вызывают во мне серьезнейшее подозрение». Билли Брэгга Смит называл, ни много ни мало, штрейкбрехером, специалистом по сбиванию цен на билеты конкурентов. Смит иронические относился к брит-попу, по поводу многих групп (в частности, Elastica) замечая: «очень похоже на то, что выходило из Rough Trade в 1982 году». «Но мне нравится Supergrass, они ужасно смешные. И я понимаю Oasis, да и ругать их не хочу, очень уж они милые парни», — добавлял он.

##### Смит и вопросы плагиата
Важным фактором, сформировавшим отношение Смита к современным ему музыкантам, явилось воздействие навязчивой (как казалось многим) идеи о том, что все вокруг ему подражают и его копируют. «Я однажды спросила его, слышал ли он 'Under Pressure' — песню, которую Боуи сделал с Queen, и он заявил: Ага! Они содрали этот бас с 'An Older Lover', из Slates», — как-то раз иронически заметила Брикс. «…А этот негодяй из Fairground Attraction, Марк Э. Невин, украл мой средний инициал!», — негодовал Смит в 1989 году.
Теме «неоригинальности» инди-сцены, которая вовсю копирует The Fall, были посвящены многие песни группы. «Lie Dream Of a Casino Soul», направленный против музыкальной моды, содержал выпад в адрес Echo and the Bunnymen и The Teardrop Explodes. «Они в принципе ничего, но в тот момент очень меня злили, потому что выходили на сцену Top of the Pops, имитируя наше поведение на сцене… Echo часто играли с нами в первые дни, и теперь это выглядит предательством», — говорил Смит. По его словам, The Fall несколько раз меняли имидж только лишь, чтобы не быть похожими на собственных имитаторов. «Я во многих отношениях живу в будущем… The Fall всегда на два года впереди времени. Поэтому отношение, которое Fall выражали в 1980, превалирует сейчас <среди андеграундных групп>», — говорил Смит в 1983 году.
«Не счесть, сколько групп присылали мне демо и письма, а потом, став успешными, начинали над нами смеяться. Журналисты им: Вы звучите, как Fall. А они: Да мы их и не слушаем. Сколько групп слушают Fall в Британии? 90 процентов инди-чарта!» — говорил Смит. Фронтмен The Fall рассказывал, что в 1984 году начал петь в мегафон, потому что звук из обычных динамиков казался ему слишком чистым. Вскоре он вынужден был отказаться от новшества, потому что феномен тут же стал массовым.

## Семья
Марк Э. Смит родился в рабочей семье; отец служил в магазине водопроводной утвари, мать работала на почте. Дед Смита был одним из героев Второй мировой войны: в начале 2000-х годов члены семьи музыканта были приглашены на чествования ветеранов по этому поводу. «Я помню, мне дед рассказывал о Дюнкерке. Он был одним из тех ланкаширских парней, которые едва только не умирали с голоду во время депрессии. Их винтовки не стреляли, они были ещё детьми… Так вот, он штыком уложил трёх немцев. Ему пришлось убить их своими руками, а он был — ну такого вот росточка. Это своего рода фамильная легенда», — вспоминал Марк. С отцом у Смита сложились сложные отношения; он ушёл из дому в шестнадцатилетнем возрасте, потому что, как говорил, жить дома было для него невыносимо. «Мы никогда не ладили, терпеть его не мог. С матерью отношения были хорошие, но всё равно я постоянно рвался из дома», — вспоминал он в 1986 году. Позже отношения с отцом наладились: «Мы выпиваем с ним вместе в барах: он словно бы стал другим человеком». Смит-старший умер в 1986 году. Марк считал, что тот своим суровым воспитанием закалил его и подготовил к жизни:
Он никогда не давал мне денег — вообще. Лет в шестнадцать я захотел поступить в колледж, но… он не дал мне денег! (смеётся) У меня рёбра так и выпирали. Ненавидел подлеца, так и называл его: 'Слушай, подлец, другим детям родители дают деньги!..' Но впоследствии понял, что он был прав: я <без колледжа> сам всему научился.Марк Э. Смит
В 1983 году Смит вернулся в Прествич, где жили его родители и где, по его словам, он сохранил возможность нормально общаться с людьми на улицах. «Там, где я живу, много ирландцев и евреев, и мне это нравится», — замечал он, поселившись с женой в ста ярдах от школы, в которой учился. Смит говорил позже, что его приводит в ужас сама мысль «о том, что можно покинуть это место лишь потому, что ты стал знаменит».

### Личная жизнь
19 июля 1983 года Смит женился на Брикс Смит, американке, игравшей в The Fall в 1983—1989, а позже и в 1994—1996-х годах. «Идея ввести её в состав принадлежала не мне… Она вышла с нами в турне, и группа этого захотела больше, чем я. Мне-то ни к чему было иметь жену в группе, но их уж — она и взяла за шиворот!», — утверждал Смит. В целом это был, хоть и недолгий, но творчески плодотворный, счастливый брак. Дон Уотсон в 1983 году описывал Смита как чрезвычайно довольного жизнью семьянина, который делает то, что ему нравится: «болтает без умолку, пьёт, курит и катается как сыр в масле в окружающей его абсурдности». Брикс и Марк развелись в 1989 году. О причинах разрыва оба говорили крайне неохотно, в прессу просачивались лишь отдельные реплики фронтмена группы. В марте 1990 года, рассуждая в интервью Melody Maker о насущной для него необходимости быть всегда рядом с простыми людьми, Смит признавался: 
Брикс — что способствовало разрыву — верила в этот миф о том, что никуда выходить не нужно. Что не нужно выходить и разговаривать с людьми на улицах. А по мне это — <принципы> дерьмового шоубиза. <…> Я всегда считал, что важнее быть человеком, чем художником, и сейчас так считаю.Марк Э. Смит
Отвечая на многочисленные вопросы о разводе, Смит, обычно несдержанный, как правило, замыкался и был немногословен. «Я рад, что она нашла кого-то и что этот кто-то о ней заботится. Брикс слегка неуверена в себе, но она очень талантлива и хороший композитор. Мне говорят: Жена от тебя сбежала к Найджелу Кеннеди, давай поставлю тебе в утешение выпивку, а я им: да всё ведь было не так. Я счастлив за неё. Но люди верят всему, что пишут газеты. На самом деле мы с Брикс разошлись, и <лишь> через 9 месяцев она стала встречаться с ним», — говорил он в интервью Vox, комментируя инсинуации прессы, относившиеся к роли, которую, возможно, сыграл известный британский скрипач в распаде брака.
В 1995—1996 годах, когда Брикс вернулась в The Fall, Смит был близок с Люси Риммер, в тот момент также участницей группы, и даже был с нею обручён. «Вы просто Элизабет Тейлор в поп-музыке», — замечала Сильвия Паттерсон, журналистка NME, по поводу склонности Смита к бракам и разводам. — «Хе-хе. Тот же знак. Рыбы. Безнадёжные романтики», — отвечал на это Смит. 27 ноября 1991 года Марк Э. Смит женился на Сафрон Прайор, секретарше Cog Sinister Fan Club, но этот союз оказался неудачным и краткосрочным: развод состоялся в феврале 1995 года. Его третья жена Елена Поулу (Elena Poulou) вошла в состав группы в сентябре 2002 года.

## Внешность и характер
Смит, с первых же дней существования группы получивший репутацию «диктатора», обладал, как считалось, крайне неуживчивым характером. Сам он так не считал: «Они могут делать что угодно. Я отправляю их восвояси, только когда они начинают покрикивать на рабочих сцены и вести себя как рок-звезды», — так формулировал Смит своё отношение к коллегам по группе. Между тем, в жизни, как отмечали многие, с ним встречавшиеся, лидер Fall не имел ничего общего «с образом 'трудного типа', который <был> нарисован в прессе». «Он собственно, самый обычный парень, дружелюбный и простой, отличают его только нетерпимость к фальши и общая решимость схватить хотя бы часть аудитории за лацканы и заорать Проснитесь! — до тех пор пока те не проснутся: это и делает его самым 'трудным типом' после Джонни Роттена», — писал Энди Гилл в 1981 году. И в 1988 году Стюарт Маркони, замечая, что «после нескольких часов и нескольких пинт в пабе» не услышал от своего собеседника ни одного злого слова, удивлялся, откуда у Марка такая репутация агрессивного манкунианца.
The Fall с самого начала вышли на сцену как носители «анти-имиджа». В 1984 году Смит говорил: «Я могу вам объяснить, почему не одеваюсь странно. Потому что люди не разговаривают с теми, кто одевается странно. У меня есть серьёзное подозрение, что только люди, которые очень и очень заурядны внутренне, пытаются одеваться незаурядно. Я всегда старался не хвастаться, не отталкивать от себя людей… Был человеком, который способен смешаться с любой толпой. Это своего рода форма искусства».
«Лицо Марка Э. Смита — это кусочек слоновьей шкуры, которая время от времени складывается в выражения: терпимости, веселости, презрения, серьёзной задумчивости», — такую характеристику давал Смит Тони Херрингтон (Wire). Уже в 1985 году Кук описывал Смита как человека, неважно выглядевшего, хотя, замечал, что «он никогда не был воплощением здоровья», в нём «всегда было что-то туберкулезное». Бросалась в глаза, как писал корреспондент NME, «не столько истощенность лица, которая модна в рок-н-ролле, сколько некая диккенсовская тень на нём. Иногда он напоминает призрака». Кук отмечал его странный голос: «Это мальчишеское лицо издаёт старческие звуки: фантастически усталое карканье».

## Отзывы о Марке Э. Смите
- «С тех пор, как я ушёл <из группы>, его поведение становилось всё более странным и обескураживающим… Слово „гений“ сегодня произносится слишком часто. Ну так вот, я думаю, что он — гений и есть»[88]. — Марк Райли, 2004.
- Смит — ясновидящий в истинном смысле слова: он просматривает глубоко вашу душу и посмеивается над тем, что там видит[89]. — Саймон Прайс. Melody Maker, 1992.
- Это… нож к горлу посредственности, которую мы именуем «модой». В наступившие времена кретинов с заложенными ушами Марк Э Смит необходим, как никогда[89]. — Саймон Прайс, 1992.
- Мое впечатление: Смит — это критик, который не терпит, когда критикуют его, обличитель самодовольства, который не терпит, чтобы ему перечили[70]. — Мэтт Сноу, NME, 1984.
- The Fall всегда были в большем смысле «отношением», нежели музыкой. Кроме того, они привнесли оппозиционность. Они ненавидели 'вонкеров' вроде меня из южного Манчестера, и Марк символизировал эту ненависть[90]. — Тони Уилсон, Factory Records, 2005.
- Марк очень умело использует возможности английского языка, заставляет вас каждый раз задуматься о том, что вы, возможно, прежде принимали как должное[91]. — Джон Пил, 2004.
- У него удивительный дар подмечать детали каждодневного; находить странное, потустороннее в знакомых вещах[91]. — Грант Шоубиз, продюсер.
- Он хороший босс, правда. О нас заботится… Да, у него есть странные привычки на сцене: он любит ходить туда-сюда и подкручивать ручки на усилителях, что иногда очень нервирует. В остальном он — нормальный. Такой же, как мы все[92]. — Саймон Уолстенкрофт, барабанщик The Fall. NME, 1991.
- «Как интеллектуал он определенно возвышается над остальными»[93]. — Брикс Смит, 1985.
- Марк всегда делал всё по-своему, и поэтому его или любят или ненавидят. Как осыпающаяся статуя, он — английское достояние[7]. — Рон Ром, Melody Maker, 1986.
- Симпатичный человек, которому нравятся малосимпатичные идеи. Перверт, который выхватывает абсурдное из контекста, чтобы поместить в собственный, ещё более абсурдный контекст[6]. — The Stud Brothers, Melody Maker, 1986.
- Единственный оригинал, которому удалось выжить… Единственный, кому удалось написать музыку для балета и при этом сохранить лицо. Человек который породил тысячи подражателей… и при этом не повлиял ни на кого[94], — Иэн Макканн, NME, 1992.
- Есть что-то обнадёживающее в том, что The Fall и Марк Смит вообще существуют. В одной из самых алчных и эгоцентричных отраслей индустрии он единственный — 4 Real[95]. — Кэрол Клерк, Melody Maker, 1993.
- Даже сбиваясь на параноидальные монологи, в основе которых — странное убеждение в том, что The Fall — незаслуженно невоспетые крестные отцы всех групп, которые появились в течение последних десяти лет, — он …ухитряется не казаться сумасшедшим, источая странную, но вполне нормальную ауру старомодного английского эксцентрика[78]. — Джон Харрис, NME.
- Человек, в котором даже при большом напряжении воображения невозможно заподозрить способности к пению, возглавляет величайшую группу Британии… Для появляющихся инди-групп он — фигура старейшины, к которой относятся в равной степени со страхом и почтительностью. Для музыкальной прессы он — живая легенда, знаменитая своим одномерным музыкальным мировоззрением и заявлениями наперекор общепринятым мнениям…[96] — Алистер Макаббот, The Scotsman, 1995
- Спустя 20 лет после панк-взрыва… на передовой остался только один рядовой: Смит, остальные стали старыми ворчунами. Возможно потому, что он был старым ворчуном уже, когда покидал манчестерский док…[14]. — Ник Рэйни, Loolypop, 1995
- Поэт, панк, паб-философ, национальное достояние, убийственный ясновидящий, увольнитель тысяч, невообразимо плодовитый автор, самый ворчливый тип в поп-музыке[82]. — Сильвия Паттерсон, NME, 1996.
- Марк Э. Смит, как рок-н-ролльный антигерой, будет жить вечно, потому что он обладает несокрушимой верой в себя, как в автора и как в артиста. Потому и достиг он таких вершин с The Fall, что очень мало считается с вниманием к себе окружающих. Он всегда делал и будет делать только то, что нравится ему самому. Это всегда срабатывает, потому что он никогда не сомневается в том, что это сработает[62]. — Саймон Дадфилд, NME, 1988.
- Немузыкант по любым стандартам, он выработал вокальный стиль, который синтезирует в себе широкий диапазон видов назойливой речи: напоминает попеременно — буяна на трибуне Гайд-парка, еретика-проповедника, соседа-безумца, который стоит у себя во дворе и что-выкрикивает сам себе[34]. — Энн Пауэрс, New York Times, 1998.
- С годами Смит выработал уникальную анти-харизму и расхаживает по сцене с сардонической неуклюжестью этакого не терпящего шалостей заместителя учителя… Из всего поколения только он постоянно и последовательно демонстрирет ту самую антисоциальную несговорчивость, которую Джон Лайдон превратил в кабаре-акт…[35]. — Джонатан Ромни, Guardian, 1998.
- Смит изобрел для себя особую форму маргинальности. Сегодня он — на пути к статусу «ужасного старца» калибра Луи-Фердинанда Селина[35]. — Джонатан Ромни, Guardian, 1998.
- The Fall развились в самую изобретательную и захватывающую группу своего времени, Смит — в первого действительно оригинального автора текстов в рок-н-ролле, работающего на топливе активного интеллекта и амфетаминной эстетики, способного поэзию, прозу, уличный сленг перерабатывать в новый язык поп-музыки[28]. — Тейлор Паркс, Melody Maker, 1998.

### Награды и трибьюты
В январе 2005 года о Марке Э. Смите и The Fall («одной из самых загадочных, странных и хаотичных гаражных групп последних тридцати лет») был снят телекомпанией BBC 4 телевизионный документальный фильм The Fall: The Wonderful and Frightening World of Mark E Smith. В августе 2005 года Марк Э. Смит стал лауреатом Diesel-U-Music Awards («За вклад в развитие музыки»).
В 2008 году Марк Э. Смит получил от журнала Mojo награду Maverick Award, присуждаемую артисту-одиночке, «диссиденту», «…идущему в творчестве своим путём», отказываясь примыкать к движениям или группам. Награду вручили участники The Cribs и поэт Джон Купер Кларк, назвавший лауреата «самым классным парнем в мире» (the coolest man in the world), который (и здесь он процитировал строку из песни «Hip Priest») «… всё ещё остаётся недооцененным».

## Сольная дискография
- The Post Nearly Man (1998)
- Pander Panda Panzer (2002)
- Smith and Blaney (2008) (with Ed Blaney)